# (31944) Seyitherdem
(31944) Seyitherdem est un astéroïde de la ceinture principale.

## Description
(31944) Seyitherdem est un astéroïde de la ceinture principale. Il fut découvert le 7 avril 2000 à Socorro (Nouveau-Mexique) par le projet LINEAR. Il présente une orbite caractérisée par un demi-grand axe de 2,33 UA, une excentricité de 0,14 et une inclinaison de 5,7° par rapport à l'écliptique.

## Compléments